# Jean Vimenet
 (juin 2018).
Pour les articles homonymes, voir Vimenet.
Jean Vimenet est un peintre, animateur et sculpteur français né le 21 mai 1914 à Tours et mort dans la même ville le 26 mai 1999.
Son œuvre, inclassable et d'une grande liberté, est de nature épicurienne. Elle traduit son amour du vivant, dans sa diversité. Séducteur ironique, il célèbre quotidiennement, à sa manière païenne les petits miracles perpétuels de la vie et s'en émerveille constamment, faisant feu de tout bois. Cette célébration de l'énergie vitale n'a cependant rien de béat. Elle fut même alimentée par une révolte permanente contre l'imbécillité destructrice et les attitudes castratrices, ce dont témoignent plusieurs toiles et dessins de l'artiste s'indignant de plusieurs tragédies contemporaines (racisme, guerre d'Algérie, massacre de Soweto…). Œuvre intransigeant et radical dans son refus du « cirque » (social) et du « système » marchand, il est aussi souvent narquois dans ses citations historiques notamment. Au centre de la démarche de Vimenet, de 1928 jusqu'au milieu des années 1990, s'affirme l'obsession constante qu'en saisissant espace et lumière, il les éprouve dans tous leurs états en tant qu'expression libre et indépendante, et permet à ces éclats de vie de s'affirmer, au-delà de l'épreuve toujours renouvelée de la mort, comme ce qui, en dernier lieu, demeure. Comme en écho à son ami Jacques Prévert, qui disait de ses amis surréalistes des débuts : « En souriant, ils envisageaient la mort, mais c'était pour mieux dévisager la vie. Pour la rendre plus libre, plus belle, plus heureuse même. »

## Biographie

### Formation
Jean Vimenet naît à Tours le 21 mai 1914 dans un milieu modeste, d'une mère marchande de fleurs à la sauvette et d'un père décorateur de santons. Il entre en 1928 à l'école des beaux-arts de Tours. Son directeur, Maurice Mathurin, lui donne personnellement des cours. Aux Beaux-Arts, il fait notamment la rencontre de Gabriel Allignet et de Moïse Depond, devenu plus tard le dessinateur Mose. En 1930, il fait un court voyage en Roumanie et en Hongrie, qui le hantera toute sa vie. En 1931, il obtient le grand prix du concours de dessin Conté et le 1er prix du 41e concours de composition décorative entre toutes les écoles des beaux-arts de France. Il est un portraitiste prisé des grandes familles tourangelles (ce dont il se défiera rapidement). Ce talent précoce lui permet d'entrer à l'École des beaux-arts de Paris en 1932 dans l'atelier de Paul Albert Laurens. Il se lie d'amitié en 1933 avec le sculpteur Jean Carton (1912-1988). Après le décès en 1934 de Paul-Albert Laurens, ses élèves, par l'entremise de Jean-Nepveu Degas, arrière-petit-neveu d'Edgar Degas et critique dramatique, sollicitent Édouard Vuillard qui leur accorde deux matinées par mois. Bientôt seul, Vimenet est encore auprès du maître, et l'élève devient ami. Pendant six ans ils sont très proches. Il expose à la 41e Exposition des amis des arts d'Angers (5 décembre 1936-3 janvier 1937), sur l'insistance de Pierre Vignac, camarade tourangeau des Beaux-Arts. Il est officiellement présenté, dans le catalogue de l'exposition, comme « élève de Vuillard », terminologie qu'il réfute.
Durant son service militaire (1937-1938), au cours de ses permissions parisiennes, il fait la rencontre de Chaïm Soutine, avec qui il lie des liens au cours de longues promenades nocturnes. Vimenet plaît probablement à Soutine pour le caractère qu'il pressent chez lui : exigence humaine, intransigeance artistique. Vimenet se reconnaît aussi, par force, dans certains combats âpres de ses aînés : il est fauché et cherche à survivre.

### L'animateur
Au cours du premier semestre de cette même année 1937, Vimenet travaille avec Gabriel Allignet, retrouvé à Paris, sur un chantier du pavillon français de l'Exposition universelle (25 mai- 25 novembre). Il est présenté au réalisateur Paul Grimault, qui travaille à la commande d'un film animé expérimental (Phénomènes électriques) pour le projecteur cinémascope Hypergonar, inventé par le professeur Henri Chrétien. Très vite, Vimenet intègre l'équipe du cinéaste dans son studio des Gémeaux au 18, rue de Berri, et commence, parallèlement à sa peinture, à collaborer à des films animés (Le Messager de la lumière, 1938 ; Gô chez les oiseaux, 1939). Il rencontre alors les principaux protagonistes de ce  milieu qui gravite, pour beaucoup, autour du groupe Octobre, se liant très durablement à plusieurs d'entre eux : les frères Pierre et Jacques Prévert, Émile Dupont, dit Émile Savitry, Jacques Asséo, Léon Dupont, Henri Lacam, Jacques Gadoin, Alberto Ruiz, Georges Juillet, Brassaï, Jean-Louis Barrault, Django Reinhardt, Henri Crolla, Mouloudji, Francis Lemarque, Alexandre Trauner, Consuelo de Saint-Exupéry, Henri Villand, plus tard Robert Doisneau, Elsa Henriquez, Alexander Calder et bien d'autres. Il devient dès 1938, premier animateur dans le studio de Grimault.

### Collaboration avec Vuillard
À la fin de son service militaire, il occupe brièvement l'atelier de Fernand Léger, que celui-ci lui prête. En 1938, Vuillard demande à Vimenet de travailler à la préparation à Paris, avenue Frochot, d'une peinture monumentale commandée par la Société des Nations (SDN) sur le thème de la paix. Ce sera la Paix protectrice des muses, qu'évoque notamment son premier biographe, Claude Roger-Marx. Puis Vuillard demande à Vimenet de l'accompagner à Genève pour le report aux carreaux de l'œuvre, qu'il effectuera. 

### Seconde Guerre mondiale
Les années qui suivent vont être difficiles. Le père de l'artiste meurt le 29 janvier 1939. Puis Vimenet, comme tant d'autres, est mobilisé dès le début septembre, et Vuillard meurt à son tour le 21 juin 1940. En un peu plus d'un an, il vient de perdre ses deux « pères ». Démobilisé en août 1940, Vimenet rejoint Grimault et collabore à ses dessins animés L'Épouvantail (1943), Le Voleur de paratonnerres (1944), La Flûte magique (1946), et au court métrage qui va rendre célèbre le studio dans le monde entier, Le Petit Soldat (1947).  

### L'après-guerre
L'année de la mort de Pierre Bonnard (1947) — que Vuillard lui avait promis de lui présenter, rendez-vous empêché par la mobilisation —, Vimenet décide de quitter l'Europe. Il vient de réaliser de nombreuses toiles très dépouillées, au chromatisme chaud, extrêmement construites. Malgré l'attention que lui porte le critique Max Cogniat, qui lui donne rendez-vous lors d'un de ses passages à Saint-Raphaël, il veut rejoindre définitivement le Mexique via les États-Unis. Au dernier trimestre, il prend un paquebot pour New York, emportant avec lui le roman de Consuelo de Saint-Exupéry, Oppède, dédicacé par elle : « À Jean Vimenet qui est parti malgré la tempête en pleine mer, pour la joie de partir, pour la course au trésor. Très amicalement, Consuelo. »

### New York

Jean Vimenet à New York en janvier 1948.

Jean Vimenet arrive à New York un jour de tempête de neige. La lumière américaine le transporte. Il exécute plusieurs toiles à New York, dont un grand portrait de l'amie qui l'accueille, « exilée » du groupe Prévert, Gilberte Chambefort. Il découvre Harlem en sa compagnie et celles d'amis américains, dont un certain Arthur, ami de Jean Cocteau et d'André Breton. Il dessine des chanteuses noires de negro spirituals. Vimenet aime cette Amérique mais déteste l'autre, celle qu'il qualifie de « cerveaux en carton bouilli ». Il dévore aussi la littérature américaine, découvrant Faulkner, Dos Passos et Caldwell. Il séjourne ainsi un an aux États-Unis. Selon le témoignage de Gilberte Chambefort, au cours d'un voyage en territoire américain, il renonce à son eldorado mexicain et reprend près de 30 toiles entreposées chez elle pour les détruire ou les recouvrir, peu de temps avant son embarquement pour la France le 5 octobre 1948. 

### Retour en France
De retour en France, il peint, dans une certaine rage. Il a connu Bernard Buffet vers 1946 ou 1947, de quatorze ans son cadet, et a été très choqué de sa production stakhanoviste organisée dès 1948 par le galeriste Emmanuel David, ainsi que de l'effet de gâchis consécutif que cela a eu rapidement, selon lui, sur la qualité de l'œuvre. Or, le même galeriste approche Vimenet à son retour, en 1949, et lui suggère de faire dix toiles comme celle qu'il vient de faire - « Et votre fortune est faite ! » Vimenet, qui le considère surtout comme un mondain, l'éconduit violemment. Il reprend sa collaboration avec Grimault, à la fois par amitié et pour des raisons alimentaires, et participe ainsi au début de la réalisation du premier long métrage de Grimault, La Bergère et le Ramoneur (1951), complété et devenu plus tard Le Roi et l'Oiseau (1979), auquel il se joindra également. Il fréquente Brassaï avec qui il partage plusieurs centres d'intérêt. L'immigré hongrois devenu roumain rappelle probablement à Vimenet son voyage de jeunesse et, surtout, Paris insolite et nocturne, Picasso, les graffitis, l'argot, Prévert et leur culture respective, riche et éclectique, très vivante, alimentent leur amitié. Vimenet travaille à la conception des masques du Dîner de têtes, de Jacques Prévert, présenté le 18 juin 1951 à La Fontaine des Quatre-Saisons.
Après son mariage en décembre 1951 avec la journaliste, collaboratrice de Jean Nohain, Jacqueline Weil, devenue Catherine Bergère (pseudonyme) puis Catherine Vimenet, il collabore en 1952 avec Marthe Romains à une bande dessinée, Une vie de chien, ou l'histoire de Charlot pour le Libération d'après-guerre. Durant cette période, ses liens avec le poète Maurice Fombeure, le sculpteur Jean Carton ou le comédien Maurice Baquet sont très soutenus.

### Séjour algérien
Grâce au soutien de Jean Carton notamment, l'obtention, fin 1952, du prix Abd-el-Tif de peinture va venir apaiser des frustrations trop longtemps contenues. Il permet aux élus de bénéficier d'un séjour de deux ans à la villa Abd-el-Tif sur les hauteurs d'Alger. Vimenet embarque pour Alger, avec son épouse et son fils aîné le 28 décembre 1951. À bord ils font connaissance de l'autre couple lauréat, les Parsus. Avec Pierre Parsus, il arpente les rues d'Alger dès le lendemain de leur arrivée. Vimenet est le 56e peintre accueilli dans les murs de la célèbre villa, ouverte en 1907. Il est accueilli par son directeur, Jean Alazard. Le séjour est un véritable révélateur pour Vimenet, dont les choix picturaux et graphiques s'enrichissent et s'affermissent, solarisant imperceptiblement la palette. Ce séjour algérien l'entraîne bien au-delà d'Alger dans les régions de Kabylie, aux confins du Constantinois, dans l'Oranais, le Dahara, l'Ouarsenis et près de l'Atlas saharien. Pour la première fois, Vimenet dispose de conditions de travail idéales et de la sérénité nécessaire. Il le fait avec entrain, oubliant souvent les repas. Il est également soumis, malgré lui, à une émulation propre aux artistes séjournant à la villa. Les rencontres entre eux ne sont pas mondaines. Les amitiés, les affinités mais aussi les jalousies et les brouilles n'ont rien d'anodin. Les relations qu'il a avec Pierre Parsus, Sauveur Galliéro, Paco Sanchez-Granados, Pierre Raffi, Armand Assus, Louis Fernez, René Levrel ou Eugène Corneau, par exemple, esquissent en creux un vaste réseau où les figures tutélaires de Delacroix, Fromentin, Marquet ou Matisse sont évidemment régulièrement convoquées. Vimenet — ses créations pendant ces deux ans et les courriers de son épouse en attestent — est d'emblée dans une sorte de contre-pied de l'orientalisme et de sa tradition pittoresque. Il se moque du sujet obligé et du bon goût. Il se sait moderne. L'œuvre est en train de se détacher de la marque nabi qui pouvait la caractériser en partie à l'origine. Elle devient protéiforme, jouant de multiples techniques, de multiples formats, tentée sans cesse de déborder du cadre. Elle est dans une sorte d'anticipation formelle de son propre devenir, probablement due à sa capacité d'être en permanence en phase avec le mouvement tourbillonnant intérieur d'une société au bord de l'explosion. Le credo de Vimenet est clair. Il le répète à l'envi. Apprendre à voir. Savoir regarder. La presse rend compte avec un certain enthousiasme de cette perception, évoquant notamment, dans certains comptes rendus oranais en mars 1954, « une peinture dégagée de toute influence ». Vimenet réalise en Algérie plus de 150 toiles et 250 œuvres sur papier. Lorsqu'il quitte Alger fin 1954, au moment où éclate la guerre d'Algérie, la famille s'est agrandie d'un nouveau garçon. 
Une œuvre de Vimenet est acquise en 1955 par le musée d'Art moderne de la Ville de Paris, d'autres ont rejoint les musées d'Oran et d'Alger. Une exposition très commentée présentant ses œuvres d'Algérie a notamment lieu à la galerie Marguerie, à Paris.

### La Guerre d'Algérie
De 1955 à fin 1961, période durant laquelle naît sa fille, il réside dans le hameau de Mondollot (Seine-et-Marne), où il travaille fiévreusement. Le séjour algérien produit ses effets sur plusieurs plans. Il s'est construit dans les ruines du corps de ferme, remonté avec un couple ami, un grand atelier, symbolique réplique de l'atelier d'Abd-el-Tif, où les recherches nées pendant son séjour se mettent à croître et multiplier. Dès 1957, avec La Lampe, puis Babette au parc (1958), son écriture picturale se modifie, verticalisant les touches, organisant éparpillements et diffractions des sujets, de manière de plus en plus abstraite, dans des tonalités plus violentes et entières qu'auparavant. De ce point de vue, son Soleil noir de John Parker, véritable pietà à la gloire d'un Noir injustement lynché, apparaît comme l'annonce de la grande toile qu'il conçoit l'année suivante, dédiée à la guerre d'Algérie (1960-1961). Cette toile de grandes dimensions, unique dans la peinture française, est considérée par certains critiques français comme son Guernica. « Toutes les tensions de ces décennies sont ici réunies : la querelle personnelle et ambiante du débat entre figuration et abstraction, la nécessité de l'urgence d'une condamnation de la guerre, la dualité chromatique d'une vision apocalyptique qui se vide de ses couleurs comme dans une allusion à Picasso, et des analogies iconographiques certaines entre le peintre et les représentations historiques de la guerre. En premier lieu, la référence à Guernica paraît tout à fait manifeste au regard de la série II des Femmes d'Alger de 1962-1963, où, sur l'une d'elles, Vimenet semble réinterpréter la figure du cheval cabré de Picasso, l'encadrant de deux figures féminines directement extraites du tableau de Delacroix. »
Point d'orgue de cette période qui tend à l'abstraction, La Guerre d'Algérie est aussi la toile qui engage Vimenet, dès l'été 1961 — à Cachan où il s'installe avec sa famille —, dans une voie nouvelle, où les pans verticaux laissent place de plus en plus souvent à des pièces de couleurs en aplat, qui constituent autant de pièces de puzzle singuliers. Il participe alors à plusieurs expositions de groupes à Paris (galerie Villand et Galanis et galerie Cinq-Mars), de 1962 à 1967, où il expose seul ou en compagnie de noms célèbres (Braque, Picasso, Matisse, Miro, Chagall, etc.) et d'artistes de sa génération, tous partie prenante de la Nouvelle École de Paris (Édouard Pignon, Maurice Estève, Charles Lapicque, Jacques Lagrange, Baltasar Lobo, Jean Edelmann, Bram Van Velde, Robert Lapoujade, etc.). Il est notamment très lié à cette époque avec le couple Hélène Parmelin-Édouard Pignon. Sa production est intense (environ 450 toiles, 1 200 dessins), ses recherches, multiples. La couleur est au centre de ses préoccupations. L'explosion est aussi thématique (jardins, plages, oiseaux, bocal, nus, chats, femme à la machine, hommage à Gustave Courbet, famille ou paysages de Crète).

### Mouchette
En 1966, il est sollicité par Robert Bresson pour interpréter le rôle du garde-chasse dans le film Mouchette (1967). Il retire de cette expérience, conflictuelle avec le cinéaste, une magnifique série, unique aussi dans l'histoire de la peinture française, Portrait d'un film, dont Les Lettres françaises célèbrent le caractère non anecdotique. On relève sur les deux feuilles cartonnées proposées aux visiteurs en guise de livre d'or les signatures de Jacques Prévert, Georges Bataille, Georges Bernanos. Le 3 mars, il reçoit une carte postale d'Hélène Parmelin : « On nous dit que c'est très beau, alors nous sommes contents et nous vous embrassons. Hélène ». 

### La sculpture
Mais, fin 1967, les Vimenet doivent déménager en catastrophe, à la suite d'un arrêté de démolition de la location occupée. Ils s'installent avec difficulté à Croissy-sur-Seine, où les conditions de production se trouvent immédiatement perturbées par un grave accident de voiture de l'épouse du peintre. Ces circonstances ainsi que, probablement l'année 1968, sont pour Vimenet une période de remise en cause profonde de ses pratiques artistiques qui l'incitent à nouer avec une discipline dont il rêvait depuis l'école, la sculpture sur pierre de taille. Le sujet est le corps féminin, le plus souvent. Il résonne à l'unisson de travaux graphiques grand format, réalisés directement à la plume.
Retourné dans sa terre tourangelle en 1980, il s'installe à Neuilly-le-Brignon et travaille son art, peinture et sculpture. Les expositions se succèdent dont une rétrospective en 1985 au musée des Beaux-Arts de Tours avec 104 œuvres. Il amplifie son travail de sculpture qui se combine bientôt avec un travail de plus en plus libre d'utilisation et d'altération de matériaux bruts (galets, pierres, coquillages, bois, os). En 1983 paraît Vimenet, la statue sans socle écrit par son fils aîné, Pascal.

## Expositions, collections et musées (sélection)
Jean Vimenet expose dans des dizaines de villes, en province et à l'Etranger.
Ses oeuvres sont présentes dans de nombreuses collections, telles :
- Musée national des Beaux-Arts d'Alger
- musée national Zabana d'Oran,
- musée des Beaux-Arts de Tours
- musée d'Art et d'Histoire de Narbonne
- musée de Royan
- Cité internationale de la bande dessinée et de l'image d'Angoulême.